# Burgstall Paterzell
Der Burgstall Paterzell ist eine abgegangene spätmittelalterliche Niederungsburg auf 594 m ü. NHN 200 m südsüdwestlich von Moosmühle, einem Gemeindeteil der Gemeinde Wessobrunn im Landkreis Weilheim-Schongau in Bayern.
Von der ehemaligen Burganlage ist nichts erhalten, sie wird als Bodendenkmal unter der Aktennummer D-1-8132-0108 als „Burgstall des hohen oder späten Mittelalters“ geführt.